# Droits de l'homme aux États-Unis
Le sujet des droits de l'Homme aux États-Unis est controversé et complexe. Historiquement, les États-Unis sont attachés au principe de liberté et ont accueilli de nombreux réfugiés économiques et politiques en périodes de troubles. Ils ont un appareil judiciaire puissant et indépendant et une constitution qui sépare les pouvoirs pour prévenir la tyrannie. Légalement, les droits de Homme au sein des États-Unis sont ceux reconnus par sa constitution, par les traités ratifiés par le Sénat ainsi que quelques droits articulés par le Congrès.
Internationalement, les États-Unis sont au cœur du processus de création de l'Organisation des Nations unies et de la rédaction de la Déclaration universelle des droits de l'Homme. Une partie de cette déclaration s'inspire du Bill of rights américain. Dans la dernière partie du XXe siècle cependant, les États-Unis ont participé à peu de traités et déclarations internationaux relatifs aux droits de l'Homme adoptés par les membres des Nations unies. Au XXIe siècle, les États-Unis sont hostiles à la Cour pénale internationale et se sont exprimés contre le statut de Rome.
Pays qui a connu l'esclavage des noirs et une très importante ségrégation raciale, les États-Unis ont été critiqués pour des violations des droits de l'Homme, particulièrement dans le système pénal et les prisons, et sur ce qui touche à la sécurité nationale. En matière de politique étrangère, de nombreux critiques soutiennent que les États-Unis ont commis de sérieuses atteintes aux droits de l'Homme, tels que de la torture, des enlèvements et des assassinats, notamment pendant la Guerre froide.

## Conventions internationales
Les États-Unis sont signataires de la Déclaration universelle des droits de l'Homme, adoptée le 10 décembre 1948 par l'ONU. Ils ont en revanche refusé de ratifier la Convention internationale des droits de l'enfant et le statut de la Cour pénale internationale.
Ils ont ratifié en 1994 la Convention contre la torture, et autres peines et traitements cruels ou dégradants, en y ajoutant des « Déclarations et Réserves » (tous les États en font) permettant, d'après Michel Terestchenko, d'en limiter la définition de la torture de telle sorte que les tortures psychiques et les « douleurs auto-infligées » n'en fassent pas partie.
Les États-Unis ont fait l'objet de fortes critiques de la part de pays membres du conseil des droits de l'Homme de l'ONU. Lors d'une séance en novembre 2010, la politique américaine a été attaquée sur des dossiers comme la condition des migrants aux États-Unis, la non-fermeture de Guantanamo, la peine de mort et la non-ratification de traités sur les droits de l'Homme.

## Torture
La torture a été étudiée de manière scientifique et est pratiquée de manière méthodique par la CIA depuis les années 1954-55[source insuffisante]. La signature de la convention contre la torture, engagée en 1988 par le président Ronald Reagan et concrétisée en 1994 par le président Bill Clinton, a été accompagnée de dix-neuf réserves limitant la définition de la torture et permettant implicitement celles pratiquées par la CIA[source insuffisante]. À partir de novembre 2001, l'administration Bush a cherché à en légitimer et légaliser la pratique, et l'a fait pratiquer dans sa « guerre contre le terrorisme »[source insuffisante]. En février 2009, Leon Panetta, le nouveau directeur de la CIA désigné par le président Barack Obama, a déclaré « nous pouvons protéger notre pays, obtenir l'information nécessaire, garantir la sécurité des Américains, en respectant la loi », semblant ainsi vouloir « en finir avec les pratiques controversées » de l'administration Bush,.
En février 2011, des associations de défense des droits de l'Homme ont déclaré qu'elles portaient plainte contre l'ex-président américain George W. Bush pour avoir autorisé l'usage de la torture.

## Avortement
Depuis l'arrêt Roe v. Wade de 1973, pris par la Cour suprême, le droit fédéral considère que l'avortement fait partie d'un droit à la vie privée. Le droit à la vie privée est un droit reconnu par le 14e Amendement de la Constitution, ainsi que par l'article 12 de la Déclaration universelle des droits de l'Homme.
Le 24 juin 2022, la Cour suprême abroge l'arrêt Roe v. Wade et supprime le droit fédéral à l'avortement, permettant aux États de faire évoluer individuellement leur droit sur le sujet.

## Castration
Le gouverneur de Louisiane, Bobby Jindal, a signé en 2008 une loi ordonnant aux tribunaux d'imposer la castration chimique en cas de récidive de certains crimes sexuels. Outre la Louisiane, ce procédé est imposé ou autorisé au Texas, en Floride et en Californie.

## Tués par la police
En 2015, plus de 1110 personnes ont été tuées par la police aux États-Unis, mais plus de la moitié de ces morts n'ont pas été recensées convenablement par les autorités.

## Droit international
Les États-Unis ont été critiqués à de nombreuses reprises pour des violations récurrentes du droit international. On retrouve notamment :
- Le soutien américain à la guérilla des Contras du Nicaragua, responsable de crimes de guerre et de violation des droits de l'Homme dans les années 1980[11]
- Les nombreuses violations des droits de l'Homme commises lors des interventions en Irak et en Afghanistan[12]
- Les prisons clandestines où ont été retenues et torturées sans autorisation des personnes suspectées de terrorisme[13].
- La politique d'embargo à l'égard de Cuba.
- Le bombardement des civils de Serbie lors de la guerre du Kosovo[14].
- L'exécution de citoyens étrangers qui niaient les accusations dont ils faisaient l'objet[15].
- En 2004, la Cour internationale de justice a rendu un arrêt confirmant que les États-Unis avaient violé la Convention de vienne sur les relations consulaires en n'informant pas des Mexicains condamnés à mort aux États-Unis de leurs droits à recevoir une assistance consulaire[16]. Les États-Unis ont néanmoins refusé de réexaminer les décisions judiciaires rendues en violation de cette convention[17].